# Howard Lang
Howard Lang, eredeti születési néven Donald Yarranton, (Marylebone, London, Egyesült Királyság, 1911. március 20. – West Hampstead, London, 1989. december 11.) brit (angol) filmszínész. Legismertebb szerepe Baines kapitány alakítása, Az Onedin család című BBC-tévésorozatban.

## Élete

### Származása
London Marylebone kerületében született, Edward John Yarranton (1884~1954) és Clara Ann Malkin (1888~1921). Apja eredetileg saját könyvkötő műhelyt vezetett, később utazó üzletkötőnek szegődött a Winsor & Newton céghez, amely a képzőművészek által használt, finom minőségű anyagok (olajfesték, pasztell, papír, tempera, tinta, rajzolótollak, stb.) gyártásával és kereskedelmével foglalkozott.
Donald Yarranton tízéves volt, amikor édesanyja 1921-ben elhunyt. Apja másodszor is megnősült, Nora Ellen Atkinst (1900-1978) vette feleségül, a második házasságból született Peter Yarranton (1924–2003), Donald 13 évvel fiatalabb féltestvére. Peter rögbijátékos lett, a rögbi világszövetség megbecsült tagja és négy évtizeden át adminisztrátora. Lovaggá ütötték. Sir Peter Yarranton 1989–1994-ig az Egyesült Királyság Sporttanácsa (Sports Council) nevű köztestület elnöke volt.
Donald Yarrandon névváltoztatásának időpontjáról és okáról nincs információ. Howard Lang néven a Brit Királyi Haditengerészetnél teljesített katonai szolgálatot hét éven át, amelybe a második világháború évei is beleestek. 1941 januárjában ideiglenes alhadnaggyá, 1942 januárjában hadnaggyá léptették elő,  
ebben a rangban szerelt le a háború végén, 34 évesen.

### Színészi pályája
Első névtelen filmes mellékszerepeit még a háború alatt kapta, így pl. Carol Reed rendező 1940-es Éjszakai vonat Münchenbe című háborús thrillerjében, ahol Lang a német koncentrációs tábor őrét alakította, vagy Anthony Asquith rendező 1941-es Freedom Radio c. filmjében, ahol rádióstisztet alakított. Később is számos krimiben és kalandfilmben filmben kapott mellékszerepeket anélkül, hogy nevét feltüntették volna a színlapon.
Egyik korai kámeaszerepében, William Wyler rendező 1959-es Ben-Hur c. történelmi kalandfilmjében, a híres tengeri csatajelenetben ő volt a római hadigálya fedélzeti hortátora, azaz az evezősöket munkára ösztökélő dobosa. Színpadi megjelenései közül említendő Hudd alakítása Harold Pinter első színpadi művének, A szoba (The Room) című drámának (1957) korai színpadi változataiban.
Hatvanéves korában kapta meg élete nagy szerepét, amely nemzetközi ismertséget és átütő személyes sikert hozott számára. Az Onedin család (1971–1980) tévésorozathoz őt választották a tengerjáró Baines kapitány szerepére. Egy Radio Times-nak adott 1977-es interjúban Lang elmondta személyes emlékeit egy Norvégiában lezajlott közönségtalálkozóról, Grimstad kikötővárosban, ahol hajógyár is működött. A lakosok tömegesen vonultak ki fogadására, családtagként üdvözölték az öreg tengeri medvét, akinek öltözködése, külseje saját tengerész rokonaikra emlékeztette őket.
A VIII. Henrik hat felesége című 1970-es tévés minisorozatban (1970) Sir John Seymourt (Jane Seymour királyné apját) alakította. Roman Polański 1971-es klasszikus Macbeth-filmjében is feltűnt, mint öreg katona. Marcona rendőröket és nyomozókat jelenített meg a Z-Cars-ban és folytatásában, a Softly, Softly című rendőrfilm-sorozatokban, és a The Vise (kb. „Kutyaszorító”) c. krimi-drámában. Tengerésztiszteket, kapitányokat formált meg több háborús filmben és tengeri horrortörténetben. A Ki vagy, doki? (Doctor Who) első évadában, az An Unearthly Child három epizódjában ő volt a barlanglakó Horg. 1983-ban Winston Churchill miniszterelnököt alakította a Forrongó világ (The Winds of War) című amerikai gyártású háborús tévésorozatban, Robert Mitchum, Ali MacGraw, Topól, Peter Graves és más sztárok társaságában.

### Elhunyta
London West Hampstead negyedében hunyt el 1989-ben, 78 éves korában.

## Főbb filmszerepei
- 1940: Éjszakai vonat Münchenbe (Night Train to Munich), tévésorozat; lágerőr (név nélkül)
- 1941: Freedom Radio; rádióstiszt
- 1946: Szép remények; néző a bíróságon (név nélkül)
- 1951: Őfelsége kapitánya (Captain Horatio Hornblower R.N.); tiszt a Cassandra hajón (név nélkül)
- 1951: A Levendula-dombi csőcselék (The Lavender Hill Mob); rendőr (név nélkül)
- 1954: Brummell kapitány (Beau Brummell); garázda fickó (név nélkül)
- 1956: A River Plate-i csata (The Battle of the River Plate); tüzér az Exeter hajón (név nélkül)
- 1956–1957: Robin Hood kalandjai (The Adventures of Robin Hood), tévésorozat; kocsmáros / házigazda (név nélkül)
- 1958: Dunkirk; kikötőparancsnok (név nélkül)
- 1958: Emlékezetes éjszaka (A Night to Remember); Henry Wilde elsőtiszt (név nélkül)
- 1958: Tell Vilmos, tévésorozat; fegyverkovács
- 1959: Ben-Hur; római hortátor (név nélkül)
- 1960: Oscar Wilde tárgyalásai (The Trials of Oscar Wilde); bírósági altiszt
- 1961: A farkasember átka (The Curse of the Werewolf); dühös farmer (név nélkül)
- 1955–1961: The Vise, tévésorozat; Jim Price rendőr / Első nyomozó
- 1961: On the Fiddle; toborzótiszt (név nélkül)
- 1961–1972: Sir Francis Drake, tévésorozat; Grenville
- 1959–1962: Dixon of Dock Green, tévésorozat; Paul Bennett / fuvaros
- 1963: A ház hideg szíve (The Haunting); Hugh Crain (név nélkül)
- 1963: Ki vagy, doki? (Doctor Who); első évad; Horg barlanglakó ősember
- 1964: Mindenből a legjobbat (Nothing But the Best); Jutson
- 1964: Az Angyal kalandjai (The Saint), tévésorozat, egy epizód, biztonsági őr (név nélkül)
- 1967: Frankenstein nőt alkotott (Frankenstein Created Woman); őr (név nélkül)
- 1964–1969: Z Cars, tévésorozat; Tice / Jackson felügyelő / Mr. Brown
- 1966–1969: Softly Softly, tévésorozat; Donaldson kapitány / Mr. Forbes / Mr. Dobson
- 1970: VIII. Henrik hat felesége (The Six Wives of Henry VIII), tévé-minisorozat; Sir John Seymour
- 1971: Minden lében két kanál (The Persuaders!), tévésorozat; „The Time and the Place” c. epizódban; klubtag (név nélkül)
- 1971: Macbeth (The Tragedy of Macbeth); öreg katona
- 1971–1980: Az Onedin család (The Onedin Line), tévésorozat> Baines kapitány
- 1983: Forrongó világ (The Winds of War), tévé-minisorozat, Winston Churchill
- 1984: The Last Days of Pompeii, tévé-minisorozat; Medonus
- 1984: Jane, tévésorozat; Churchill
- 1985: The Pickwick Papers, tévésorozat; Tony Weller
- 1986: The Pyrates, tévéfilm; Yardley kapitány